# ATC kód N06
ATC kód N06 Psychoanaleptika je hlavní terapeutická skupina anatomické skupiny N. Nervová soustava.

## N06A Antidepresiva

### N06AA Neselektivní inhibitory zpětného vychytávání monoaminů
N06AA01 Desipramin
N06AA02 Imipramin
N06AA03 Imipraminoxid
N06AA04 Klomipramin
N06AA05 Opipramol
N06AA06 Trimipramin
N06AA07 Lofepramin
N06AA08 Dibenzepin
N06AA09 Amitriptylin
N06AA10 Nortriptylin
N06AA11 Protriptylin
N06AA12 Doxepin
N06AA13 Iprindol
N06AA14 Melitracen
N06AA15 Butriptylin
N06AA16 Dosulepin
N06AA17 Amoxapin
N06AA18 Dimetakrin
N06AA19 Amineptin
N06AA21 Maprotilin
N06AA23 Chinupramin

### N06AB Selektivní inhibitory zpětného vychytávání serotoninu
N06AB02 Zimeldin
N06AB03 Fluoxetin
N06AB04 Citalopram
N06AB05 Paroxetin
N06AB06 Sertralin
N06AB07 Alaproklát
N06AB08 Fluvoxamin
N06AB09 Etoperidon
N06AB10 Escitalopram

### N06AF Neselektivní inhibitory monoaminooxidázy
N06AF01 Isokarboxazid
N06AF02 Nialamid
N06AF03 Fenelzin
N06AF04 Tranylcypromin
N06AF05 Iproniazid
N06AF06 Iproklozid

### N06AG Inhibitory monoaminooxidázy typu A
N06AG02 Moklobemid
N06AG03 Toloxaton

### N06AX Jiná antidepresiva
N06AX01 Oxitriptan
N06AX02 Tryptofan
N06AX03 Mianserin
N06AX04 Nomifensin
N06AX05 Trazodon
N06AX06 Nefazodon
N06AX07 Minaprin
N06AX08 Bifemelan
N06AX09 Viloxazin
N06AX10 Oxaflozan
N06AX11 Mirtazapin
N06AX12 Bupropion
N06AX13 Medifoxamin
N06AX14 Tianeptin
N06AX15 Pivagabin
N06AX16 Venlafaxin
N06AX17 Milnacipran
N06AX18 Reboxetin
N06AX19 Gepiron
N06AX21 Duloxetin
N06AX22 Agomelatin
N06AX23 Desvenlafaxin
N06AX24 Vilazodon
N06AX25 Třezalková nať
N06AX26 Vortioxetin

## N06B Psychostimulancia, látky užívané k léčbě ADHD a nootropika

### N06BA Centrálně působící sympatomimetika
N06BA01 Amfetamin
N06BA02 Dexamfetamin
N06BA03 Metamfetamin
N06BA04 Methylfenidát
N06BA05 Pemolin
N06BA06 Fenkamfamin
N06BA07 Modafinil
N06BA08 Fenozolon
N06BA09 Atomoxetin
N06BA10 Fenetylin
N06BA11 Dexmethylfenidát
N06BA12 Lisdexamfetamin
N06BA13 Armodafinil

### N06BC Deriváty xanthinu
N06BC01 Kofein
N06BC02 Propentofylin

### N06BX Jiná psychostimulancia a nootropika
N06BX01 Meklofenoxát
N06BX02 Pyritinol
N06BX03 Piracetam
N06BX04 Deanol
N06BX05 Fipexid
N06BX06 Citikolin
N06BX07 Oxiracetam
N06BX08 Pirisudanol
N06BX09 Linopirdin
N06BX10 Nizofenon
N06BX11 Aniracetam
N06BX12 Acetylkarnitin
N06BX13 Idebenon
N06BX14 Prolintan
N06BX15 Pipradrol
N06BX16 Pramiracetam
N06BX17 Adrafinil
N06BX18 Vinpocetin
N06BX21 Mebikar
N06BX22 Fenibut

## N06C Psycholeptika a psychoanaleptika v kombinaci

### N06CA Antidepresiva v kombinaci s psycholeptiky
N06CA01 Amitriptylin a psycholeptika
N06CA02 Melitracen a psycholeptika
N06CA03 Fluoxetin a psycholeptika

## N06D Léčiva proti demenci

### N06DA Anticholinesterázy
N06DA01 Takrin
N06DA02 Donepezil
N06DA03 Rivastigmin
N06DA04 Galantamin
N06DA05 Ipidakrin
N06DA52 Donepezil a memantin
N06DA53 Donepezil, memantin a jinanový list

### N06DX Ostatní léčiva proti demenci
N06DX01 Memantin
N06DX02 Jinanový list
N06DX30 Jiná léčiva proti demenci, kombinace

## Poznámka
- Registrované léčivé přípravky na území České republiky.
- Informační zdroj: Státní ústav pro kontrolu léčiv, Všeobecná zdravotní pojišťovna.